# Philipp von Appen
Philipp von Appen (* 1953 in Dresden) ist ein deutscher Bildhauer.

## Leben

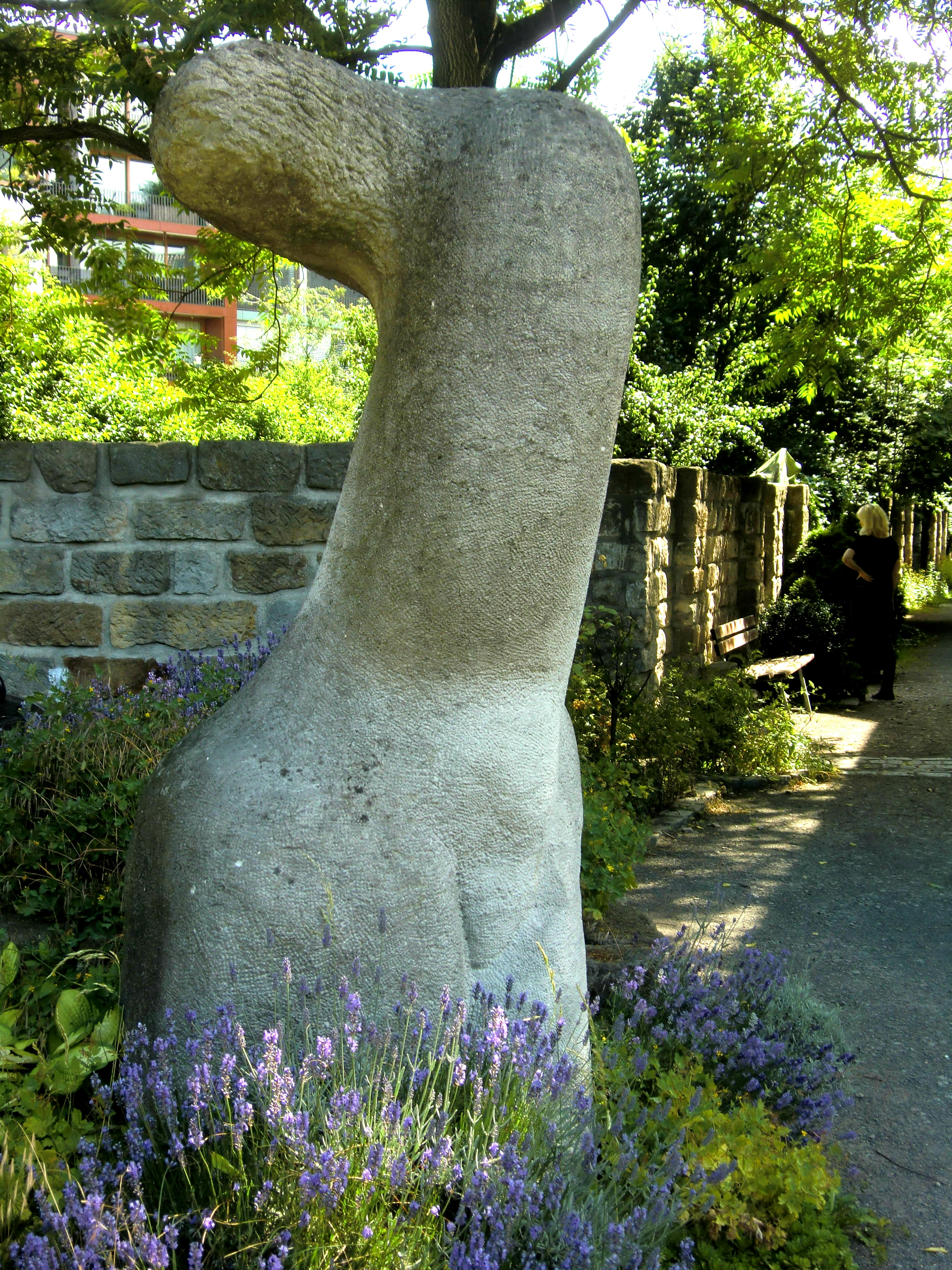
Skulptur Gloria in Dresden, Schützenstrasse

Philipp von Appen wurde als Enkel des Bühnenbildners Karl von Appen in Dresden geboren. Hier verbrachte er seine Kindheit und Schulzeit und legte das Abitur ab. Er erlernte von 1970 bis 1973 den Beruf eines Maschinen- und Anlagenmonteurs. Ab 1977 erlernte er durch Unterricht seiner Eltern die Grundlagen der Bildhauerei.
Seine Werke gelangten in verschiedene Ausstellungen, so zum Beispiel im Jahr 1982 bei einer Künstlerausstellung im Prätiosensaal des Dresdner Schlosses. An weiteren Ausstellungen und Bildhauersymposien in Sachsen, in der Lausitz und in Mecklenburg-Vorpommern war er von 1983 bis 1990 mehrfach beteiligt. Über zwanzig Jahre lang schuf er seine Werke im Appenhof bei Meißen, leitete Bildhauerkurse und arbeitete mit Kindern auf seinem Bildhauerhof. Im Jahr 1991 nahm er an dem internationalen Bildhauersymposium „Umtriebisch“ im Appenhof teil.
Weitere Ausstellungen, an denen er beteiligt war, waren die von 1991 bis 1995 im Haus der Heimat Freital, im Klosterpark Altzella bei Nossen. Auch an der Organisation des internationalen Künstlersymposiums Dresdner Frauenkirche war er beteiligt.
1989 begab er sich auf eine Studienreise und zog nach seiner Rückkehr nach Potsdam um. Seit dem Jahr 1995 arbeitet er freiberuflich. Im Jahr 2002 wurde er in Uetz bei Potsdam in einem alten Fährhaus sesshaft. Seine häufig als Torsi gestalteten Objekte bestehen aus unterschiedlichen Materialien, wie Marmor, Metall, Sandstein, Holz, Gips oder Beton. 

## Preise und Auszeichnungen
- 1991: Erster Preis beim internationalen Bildhauersymposium in Rochlitz.

## Werke (Auswahl)
- 1977: Sandsteintorso Gloria, Dresden, Schützenstrasse
- Skulptur Bodybuilder
- 2012: Drahtskulptur, Großenhain